# José Alberto Hernández
José Alberto Hernández Rojas (Chimalhuacán, 6 de enero de 1977) es un exfutbolista mexicano que se desempeñaba como centrocampista.

## Trayectoria
Formado en la filial de Cruz Azul Hidalgo, es llamado al primer equipo de Cruz Azul a inicios de 1997 y debutaría un par de años después. Integró el plantel que llegó a la final de la Copa Libertadores en 2001. En el Apertura 2005 pasa a formar parte del Club Necaxa, en donde se mantiene por un año, para luego volver a Cruz Azul. Más tarde es transferido a Morelia y a Jaguares de Chiapas, regresando al equipo filial de Hidalgo, donde se retiró en el 2011.

## Clubes
Actualizado al último partido disputado el 1 de mayo de 2011.
| Club                | País   | Año       | Partidos | Goles |
| ------------------- | ------ | --------- | -------- | ----- |
| Cruz Azul Hidalgo   | México | 1996      | 16       | 2     |
| Cruz Azul           | México | 1997-2007 | 192      | 5     |
| Club Necaxa         | México | 2005-2006 | 30       | 2     |
| Morelia             | México | 2007-2008 | 11       | 0     |
| Jaguares de Chiapas | México | 2008-2009 | 18       | 0     |
| Cruz Azul Hidalgo   | México | 2009-2011 | 24       | 0     |

## Selección nacional
Sobre la base de su actuación en la Copa Libertadores, se ganó su primer llamado a la selección mexicana en el nombramiento de Javier Aguirre como seleccionador nacional en junio del 2001. Hizo su debut en el primer partido de Aguirre, en la victoria de 1-0 sobre los Estados Unidos, correspondiente a la Clasificación para el Mundial 2002. Sin embargo, lograda la clasificación al mundial, Hernández no volvió a ser convocado.
Participaciones en competiciones internacionales
| Torneo                     | Sede     | Resultado      |
| -------------------------- | -------- | -------------- |
| Clasificación Mundial 2002 | Concacaf | 2º Clasificado |

Partidos internacionales
| # | Fecha               | Rival          | Sede             | Estadio        | Resultado | Competición                |
| - | ------------------- | -------------- | ---------------- | -------------- | --------- | -------------------------- |
| 1 | 1 de julio del 2001 | Estados Unidos | Ciudad de México | Estadio Azteca | 1-0       | Clasificación Mundial 2002 |

## Palmarés

### Campeonatos nacionales
| Título                    | Equipo    | País   | Año  |
| ------------------------- | --------- | ------ | ---- |
| Primera División          | Cruz Azul | México | 1997 |
| Liguilla Pre-Libertadores | Cruz Azul | México | 2000 |

### Campeonatos internacionales
| Título            | Equipo    | Sede             | Año  |
| ----------------- | --------- | ---------------- | ---- |
| Copa de Campeones | Cruz Azul | Guatemala        | 1996 |
| Copa de Campeones | Cruz Azul | Washington D. C. | 1997 |
| Copa Panamericana | Cruz Azul | Glendale         | 2007 |